# Georgia
Georgia [ˈdʒɔɹdʒə] ili Georgija savezna je država SAD-a. Nadimak joj je „Peach State“ (Država Bresaka).

## Zemljopis
Sjeverni dio države stvaraju Blue Ridge Mountains brda. Najviša visina države je Brasstown Bald (1458 m). Dužina obale prema atlantskom oceanu iznosi 161 km.

### Granice
Istočna granica Georgije je atlantski ocean i savezna država Južna Karolina, na jugu graniči s Floridom na zapadu s Alabamom i na sjeveru s Tennesseejem i Sjevernom Karolinom.

## Stanovništvo
U Georgiji živi 8.684.715 stanovnika (Stanje: 2003.), od toga su 62,6 % bijelci, 28,7 % crnci, 5,3 % Hispanjolci, 2,1 % Azijati, 0,3 % Indijanci. Postoji 3.006.369 domaćinstava.
Indijanci – Georgia je domovina poglavito Indijancima jezične porodice Muskhogean, to su, viz.: Apalachicola, Chiaha, Guale, Hitchiti, Oconee, Okmulgee, Tamathli, Yamasee i Juči.

## Povijest
Prije što su u Georgiju stigli Europljani, vladali su Indijanci Creek i Cherokee. Prvi Europljanin bio je Španjolac Lucas Vázquez de Ayllón, koji je 1526. blizu otok Sv. Katarine  (St. Catherine's Island) stvorio prvu koloniju. Hernando de Soto je stigao 1540. na obalu Georgije i istraživao je zemlju. 1566. španjolci osnivaju Santa Catalinu. Konflikt između Španjolske i Engleske je izbio oko 1670., kad su Englezi sa sjevera iz Karoline a Španjolci s juga iz Floride naišli jedni na druge. Englezi su nazvali zemlju u čast svome kralju 'Georgu II.' Georgia.

## Okruzi (Counties)
Georgia se sastoji od 159 okruga (counties). 